# 主観確率
主観確率（しゅかんかくりつ、英: subjective probability）は、客観確率に対比される概念。この両者は確率の哲学的解釈における二つの主要な選択肢である。主観的確率の考え方は1920年代から1930年代ごろにフランク・ラムゼイやブルーノ・デ・フィネッティらによって導入された。

## 主観確率と客観確率
客観確率とは、世界の中に存在する頻度や傾向性など、我々の主観によらず存在するものとしての確率を指す。客観確率は実験または理論的考察（思考実験）から求められ、客観的な観測結果と比較できるランダムな事象についての確率である。
主観確率とは、人間が考える主観的な信念あるいは信頼の度合（客観的には求められない）をいう。たとえば「かつて火星に生命が存在した確率」という言葉は、主観確率の考え方からは、「かつて火星に生命が存在したと信じる信念の度合い」と同値である。
数学における確率論はもともと客観確率を基にしたものであるが、主観確率もまた確率論における確率の公理を満たすようにすることができ、また、確率の公理を外れた信念の度合いを持つと、「必ず負ける賭け」を組み立てることができてしまう、という、いわゆる「ダッチブック論証」が存在する。
つまり客観確率・主観確率は数学的というより哲学的な問題と考えられる。ただし統計学では主観確率を容認するか否かで全く異なる理論体系が必要となる。
典型的な客観確率は、試行を無数に繰り返したときの事象の頻度の極限値として定義されるものであり、頻度主義といわれる。これと別に、「無差別の原理」（どちらが多いか少ないかといった情報のない事象同士の間では同じ確率を割り振るという原理）から論理的に確率が決まるとする論理説や、対象の持つ傾向性を「確率」と呼ぶ傾向説と呼ばれる立場も存在する。
主観確率をも容認する立場（下記のように主観性に程度があり、どこまで認めるかについてはいろいろな意見に分かれるが）を一般に「ベイズ主義」という。この語源となったトーマス・ベイズ自身は主観確率を積極的に認めたかどうか必ずしも明らかでないが、主観確率を扱う際に重要なベイズの定理を示したとされる。

## 主観確率を支持する理由
主観確率の支持者がそれを支持する理由として挙げる論拠はいくつか存在する。
まず、論理説については、何を無差別と見なすかによって答えが一意に定まらなくなるという問題がある。
次に、頻度主義を取った場合、一回限りの出来事について確率を割り当てることができなくなってしまう。たとえば、「このサイコロで1の目が出る確率」は「このサイコロを無限回ふったときに1の目が出る頻度」と言い換えることができるが、「次にこのサイコロをふったときに1の目が出る確率」はそのような頻度の言葉に置き換えることができない。
また、頻度について語るのが難しい対象、たとえば殺人事件の捜査で「A氏が犯人である」という確率を考える場合、A氏は犯人であるかないかのいずれかであり、そこには頻度は存在しない。しかし、こういう場合に確率という言葉がしばしば使われるのも確かである。
この難点をふまえて登場したのが傾向説である。傾向説では、「次にこのサイコロを振ったときに1の目が出る確率」は、「次にこのサイコロを振ったときに、このサイコロやそれを取り巻く環境の持つ、1の目を出す傾向の度合い」と言い換えることになる。「A氏が犯人である確率」もA氏の持つ傾向の度合いとして解釈し直すことができる。しかし、確率が物理的な基礎から離れれば離れるほど「傾向」を取り出すのが難しくなる。よく用いられるのが「フリスビー工場の例」である。フリスビー工場Aでは欠陥品が100枚に1枚、フリスビー工場Bでは欠陥品が200枚に1枚発生する。両者の生産枚数が同じだとして、手元に欠陥のあるフリスビーが届き、AかBで作られたということは分かっていてもどちらかは分からない、という場合、このフリスビーがAの工場で作られた確率は2/3だと判断したくなる。しかし、「このフリスビーが工場Aで作られる傾向の度合いは2/3である」と言い換えると非常に奇妙である。

## 例
主観確率にも主観性の程度にいろいろ違いがある。次の例を考えよう。
「さいころをランダムに2回振ったら、出た目の数の和が6だったときに、さいころの目として1が出ていた確率を求めよ」
これは古典的確率としては簡単に計算できる（答：2/5）。ところが、このように後になってから前の事実を推測する確率（後の結果を条件とする前の事実についての条件付き確率、つまり事後確率）も、頻度主義から見れば一種の主観確率である。ランダムなさいころの目を原因として結果の6が現れたのであって、結果の6をもとにして確率変数値が現れるわけではない、というわけである。
このことを端的に示すのがモンティ・ホール問題である。これは3つの中に1つだけ存在する当たりを当てるゲームだが、最初は3択だった問題が途中で2択に切り替わる（1つ選んだあとでハズレの1個が示され、残り2つから選ぶようになる）。2択段階でアタリの確率を求めるのに、単なる2択として計算すると 1/2（直感的にこう考える人が多い）だが、実際はそうではなく、最初に選んだ方が 1/3、選ばなかった方が 2/3 とするのが正しい。利用する情報の違いによって主観確率に差が生じる良い例である。
一方、頻度主義の考え方では、過去の原因を仮定した上で現在の結果が現れる条件付き確率を考え、これを尤度、あるいはいろいろな原因を変数とする関数とみて尤度関数という（これは原因に関する確率ではない）。そして尤度の最も高い原因を事実と推定するわけである。